# Каџо Ки (Флорида)
Каџо Ки (енгл. Cudjoe Key) насељено је место без административног статуса у америчкој савезној држави Флорида.

## Демографија
По попису из 2010. године број становника је 1.763, што је 68 (4,0%) становника више него 2000. године.
| Група             | 2000.         | 2010.         |
| Белци             | 1.549 (91,4%) | 1.623 (92,1%) |
| Афроамериканци    | 15 (0,9%)     | 8 (0,5%)      |
| Азијати           | 15 (0,9%)     | 9 (0,5%)      |
| Хиспаноамериканци | 96 (5,7%)     | 105 (6,0%)    |
| Укупно            | 1.695         | 1.763         |